# روث ليلي
روث ليلي (بالإنجليزية: Ruth Lilly)‏ هي فاعلة خير أمريكية، ولدت في 2 أغسطس 1915 في إنديانابوليس في الولايات المتحدة، وتوفي بنفس المكان في 30 ديسمبر 2009.

## وصلات خارجية
- روث ليلي على موقع إن إن دي بي (الإنجليزية)